# Адольф Музіто
Адольф Музіто (фр. Adolphe Muzito) — конголезький державний діяч, прем'єр-міністр країни з жовтня 2008 до березня 2012 року.

## Життєпис
Народився у провінції Бандунду. Закінчив початкову протестантську школу у містечку Кобо. 1976 року закінчив середню школу з літературним ухилом у місті Кіквіт. Пізніше здобув економічну освіту в Кіншасі. Вільно володіє французькою та англійською, а також низкою африканських мов: лінґала, кіконго тощо.
2003 року був обраний до нижньої палати національного парламенту. З 2007 до 2008 року обіймав посаду міністра бюджетної політики в кабінеті Антуана Гізенги, де досягнув значних успіхів: забезпечив регулярні та своєчасні виплати зарплатні державним службовцям, стабілізував обмінний курс національної валюти (конголезький франк), підвищив посадові оклади депутатів, сенаторів тощо.

## Родина
Одружений з Шанталь Нгалула. Мають шістьох дітей.